# James McAtee
James John McAtee (Salford, 18 oktober 2002) is een Engels voetballer die doorgaans als (aanvallende) middenvelder speelt, onder contract staat bij Manchester City. McAtee is de jongere broer van voetballer John McAtee.

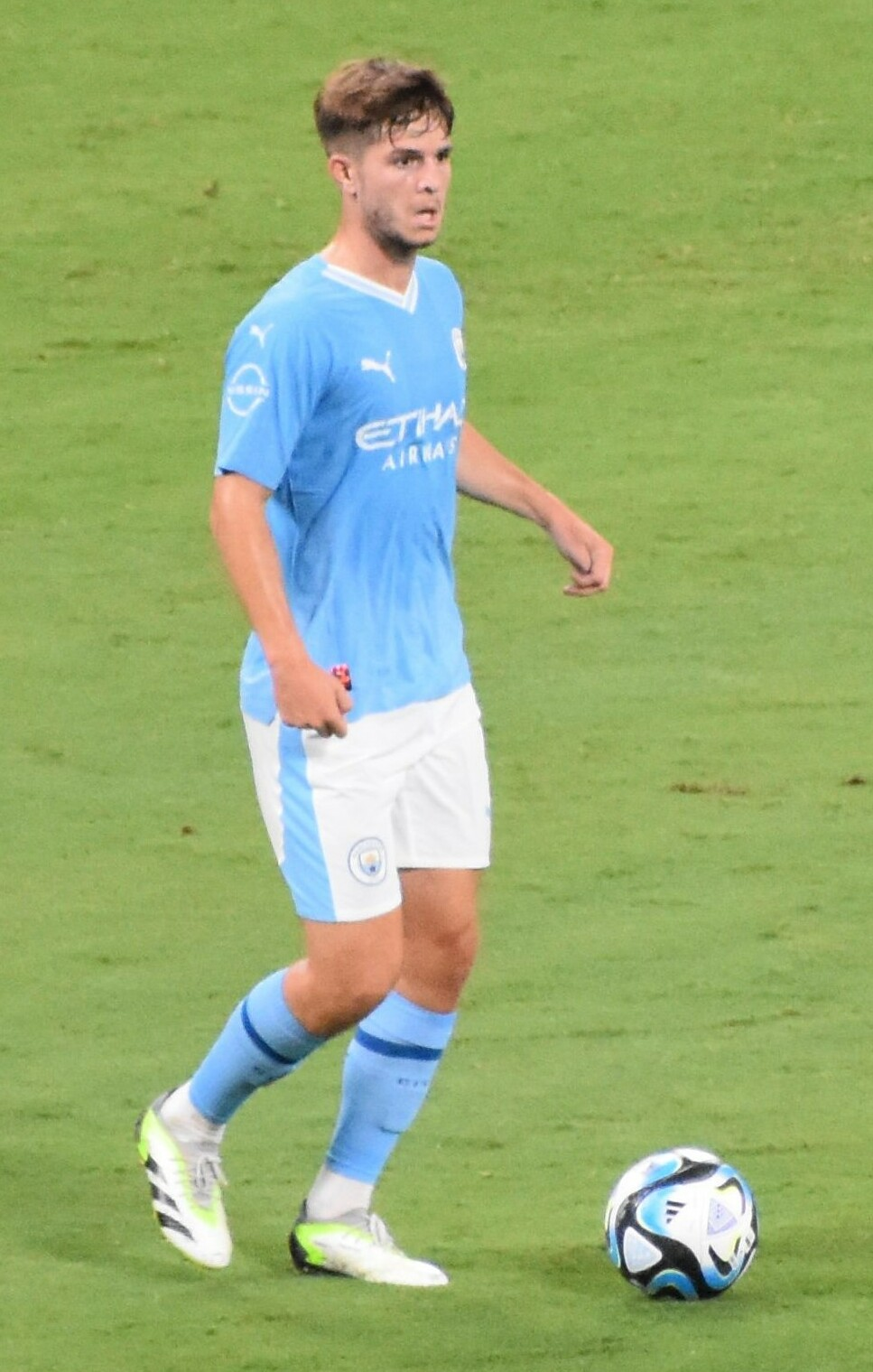
McAtee namens Manchester City (2023)

## Clubcarrière

### Manchester City
McAtee doorliep de jeugdopleiding van Manchester City, waar hij in de seizoenen 2020/21 en 2021/22 uitkwam voor Manchester City onder 23 in de Premier League 2. In beide seizoenen werd McAtee met dit efltal kampioen. In september 2020 speelde hij daarbij tegen zijn broer John McAtee, toen der tijd uitkomend voor Scunthorpe United. McAtee eindigde het seizoen 2021/22 als gedeeld topscorer van de competitie met achttien doelpunten in 23 wedstrijden en werd hij uitgeroepen tot Premier League 2 Player of the Season. In datzelfde seizoen kwam hij eveneens uit in de UEFA Youth League. Daar wist hij in drie wedstrijden vier keer te scoren (één hattrick). Bovendien was hij in één van die wedstrijden aanvoerder.
Naast de successen in de jeugd maakte McAtee in het seizoen 2021/22 ook zijn debuut voor het eerste elftal van Manchester City. Zo viel hij op 21 september 2021 in een wedstrijd voor de EFL Cup in tegen Wycombe Wanderers (6–1 winst). Zijn competitiedebuut in de Premier League volgde op 21 november 2021 in de met 3–0 gewonnen wedstrijd tegen Everton. Dat seizoen speelde maakte hij eveneens minuten in de FA Cup en op 9 maart 2022 viel hij in tegen Sporting Lissabon in de UEFA Champions League (0–0 gelijkspel).

#### Verhuur aan Sheffield United
In het seizoen 2022/23 wordt McAtee verhuurd aan Sheffield United. Daar kende hij de eerste periode een moeizame start, waarna hij zich in de loop van de eerste helft van het seizoen liet gelden als waardevolle speler. Zowel aan de bal als zonder de bal. Eind december scoorde McAtee na een solo de 0–2 tegen Blackpool (eindstand 1–2), waarop Manchester City-fans reageerden met 'bring him home' en McAtee de complimenten vanuit Sheffield United ontving. Hij eindigde het seizoen met Sheffield United als tweede achter Burnley in de EFL Championship, waarmee directe promotie naar de Premier League werd bewerkstelligd. McAtee won aan het eind van het seizoen de Sheffield United's Young Player of the Year award.
Gezien de prestaties tijdens zijn huurperiode toonden onder meer Brighton & Hove Albion, Burnley, Leicester City, Aston Villa, Bournemouth, Brentford, Wolverhampton Wanderers en Leeds United interesse in McAtee. Ook Manchester City onderhandelde over een verbeterde verbintenis. Bij een langer verblijf in Manchester gaf McAtee wel aan voor zijn kansen in het eerste elftal te willen gaan. In diezelfde periode maakte Sheffield United kenbaar na te denken over een nieuwe huurovereenkomst, wel alleen wanneer het er niet in zou slagen Tommy Doyle (eveneens gehuurd van Manchester City) definitief over te nemen.

#### Terugkeer bij Manchester City
Na zijn verhuurperiode bij Sheffield United keerde McAtee, ondanks de verscheidenheid aan interesse, terug bij Manchester City. De club uit Manchester heeft McAtee in de langetermijnvisie opgenomen, waarbij een definitie verkoop niet tot de opties behoorde. Zo merkte ook Ajax, die na het vertrek van Mohammed Kudus een poging deed naar het vastleggen van McAtee. Trainer Pep Guardiola hield McAtee namelijk graag bij de selectie. Zo zat hij na zijn terugkomst bij aanvang van het seizoen 2023/24 direct bij de wedstrijdselectie en maakte hij op 11 augustus 2023 zijn eerste opwachting van het seizoen. In de wedstrijd tegen Burnley viel hij in de blessuretijd van de tweede helft in.

#### Tweede verhuurperiode bij Sheffield United
Uiteindelijk maakte McAtee in de transferzomer van 2023 alsnog een tijdelijke overstap. Op 1 september 2023 tekende hij een verhuurovereenkomst voor één seizoen bij Sheffield United, de club waar hij het voorgaande seizoen ook op huurbasis voor uitkwam. In december 2023 scoorde McAtee in de met 1–0 gewonnen competitiewedstrijd tegen Brentford het enige doelpunt. Hiermee boekte het op dat moment op de laatste plaats in de Premier League verkerende Sheffield United de tweede overwinning van het seizoen. In zijn tweede seizoen bij Sheffield United speelde McAtee naast op het middenveld ook geregeld als vleugelaanvaller of centrumspits. De club wist zich na hun eerdere promotie niet te handhaven en degradeerde na één seizoen weer naar de Championship.

#### Terugkeer bij Manchester City
Manchester City zou McAtee op het hoogste niveau actief willen houden en hij genoot daarbij wederom van interesse vanuit Leicester City, een van de clubs die na promotie weer terug zouden keren in de Premier League. McAtee speelde bij Manchester City bij de beloften al onder trainer Enzo Maresca en de twee hadden daar een goede verstandshouding. Daarnaast stond McAtee na zijn terugkeer bij Manchester City in de belangstelling van Leeds United, wie op zoek waren naar een nieuwe aanvallende middenvelder. Guardiola had echter net zoals een jaar eerder aangegeven McAtee graag bij de selectie te houden. Dit ondanks dat de trainer niet tevreden was over het spel dat McAtee bij aanvang van het seizoen liet zien. Guardiola complimenteerde McAtee vervolgens wel op basis van zijn spel in de kleine ruimtes. Iets waar het elftal volgens de trainer relatief weinig spelers van zou hebben. Gedurende de eerste helft van 2025 werd McAtee meermaals in verband gebracht met een vertrek.

## Clubstatistieken
| Seizoen                   | Club               | Competitie      | Competitie | Competitie | Competitie | Beker | Beker | Beker | Internationaal | Internationaal | Internationaal | Overig | Overig | Overig | Totaal | Totaal | Totaal |
| Seizoen                   | Club               | Competitie      | Wed.       | Dlp.       | Ass.       | Wed.  | Dlp.  | Ass.  | Wed.           | Dlp.           | Ass.           | Wed.   | Dlp.   | Ass.   | Wed.   | Dlp.   | Ass.   |
| ------------------------- | ------------------ | --------------- | ---------- | ---------- | ---------- | ----- | ----- | ----- | -------------- | -------------- | -------------- | ------ | ------ | ------ | ------ | ------ | ------ |
| 2021/22                   | Manchester City    | Premier League  | 2          | 0          | 0          | 3     | 0     | 0     | 1              | 0              | 0              | 0      | 0      | 0      | 6      | 0      | 0      |
| 2022/23                   | → Sheffield United | Championship    | 37         | 9          | 3          | 6     | 0     | 1     | –              | –              | –              | 0      | 0      | 0      | 43     | 9      | 4      |
| 2023/24                   | Manchester City    | Premier League  | 1          | 0          | 0          | 0     | 0     | 0     | 0              | 0              | 0              | 0      | 0      | 0      | 1      | 0      | 0      |
| 2023/24                   | → Sheffield United | Premier League  | 30         | 3          | 3          | 2     | 2     | 1     | –              | –              | –              | 0      | 0      | 0      | 32     | 5      | 4      |
| 2024/25                   | Manchester City    | Premier League  | 15         | 3          | 0          | 6     | 3     | 0     | 5              | 1              | 0              | 1      | 0      | 0      | 27     | 7      | 0      |
| Carrière totaal           | Carrière totaal    | Carrière totaal | 85         | 15         | 6          | 17    | 5     | 2     | 6              | 1              | 0              | 1      | 0      | 0      | 109    | 21     | 8      |
| Bijgewerkt op 9 juni 2025 |                    |                 |            |            |            |       |       |       |                |                |                |        |        |        |        |        |        |

## Interlandcarrière
McAtee werd opgenomen in de selectie van Engeland onder 16, maar kwam niet tot speelminuten. Voor Engeland onder 18, Engeland onder 20 en Engeland onder 21 speelde hij wel meerdere wedstrijden. Tijdens het EK onder 21 van 2025 was McAtee aanvoerder. McAtee verkoos die zomer dat toernooi boven het WK voor clubs van 2025 met Manchester City.

## Erelijst
| Competitie                                        | Aantal                   | Jaren                    |
| Manchester City onder 23                          | Manchester City onder 23 | Manchester City onder 23 |
| ------------------------------------------------- | ------------------------ | ------------------------ |
| Premier League 2                                  | 2                        | 2020/21, 2021/22         |
| Manchester City                                   |                          |                          |
| Premier League                                    | 2                        | 2021/22, 2023/24         |
| Community Shield                                  | 1                        | 2024                     |
| UEFA Super Cup                                    | 1                        | 2023                     |
| Individueel                                       |                          |                          |
| Premier League 2 Player of the Season             | 1                        | 2021/22                  |
| Premier League 2 Topscorer                        | 1                        | 2021/22                  |
| Sheffield United's Young Player of the Year award | 1                        | 2022/23                  |

## Trivia
Gedurende zijn opwachtingen in het eerste elftal van Manchester City kreeg de in Salford geboren McAtee de bijnaam Salford Silva toebedeeld. Dit gezien zijn speelwijze die vergelijkbaar werd geacht met die van David Silva, die meer dan vierhonderd officiële wedstrijden voor de club speelde. Beide spelers zouden vlak achter de spitspositie te vinden zijn en een bijdrage leveren aan het creëren van kansen en het doelpuntentotaal van hun elftallen.